# Турция на летних Олимпийских играх 1960
Турция принимала участие в Летних Олимпийских играх 1960 года в Риме (Италия) в девятый раз за свою историю, и завоевала две серебряные, семь золотых медалей. Страну представляли 49 спортсменов (46 мужчин, 3 женщины).

## Медалисты
| Медаль  | Спортсмен          | Вид спорта | Дисциплина                                     |
| ------- | ------------------ | ---------- | ---------------------------------------------- |
| Золото  | Мюзахир Сильле     | Борьба     | Мужчины, греко-римская борьба борьба, до 62 кг |
| Золото  | Митхат Байрак      | Борьба     | Мужчины, греко-римская борьба борьба, до 73 кг |
| Золото  | Тевфик Кыш         | Борьба     | Мужчины, греко-римская борьба борьба, до 87 кг |
| Золото  | Ахмет Билек        | Борьба     | Мужчины, вольная борьба борьба, до 52 кг       |
| Золото  | Мустафа Дагыстанлы | Борьба     | Мужчины, вольная борьба борьба, до 62 кг       |
| Золото  | Хасан Гюнгёр       | Борьба     | Мужчины, вольная борьба борьба, до 79 кг       |
| Золото  | Исмет Атлы         | Борьба     | Мужчины, вольная борьба борьба, до 87 кг       |
| Серебро | Исмаил Оган        | Борьба     | Мужчины, вольная борьба борьба, до 73 кг       |
| Серебро | Хамит Каплан       | Борьба     | Мужчины, вольная борьба борьба, свыше 87 кг    |